# Chiesa di Santa Maria delle Vergini (Venezia)
La chiesa di Santa Maria delle Vergini o chiesa delle Vergini è stata un edificio religioso ora scomparso della città di Venezia ubicato nel sestiere di Castello nella zona ora occupata dall'Arsenale.

## Storia
La chiesa esisteva sicuramente già nel 1226, anno a cui risale la menzione documentale più antica ed era parte integrante di un complesso monastico sotto juspatronato dogale retto da una badessa scelta da una famiglia patrizia il cui insediamento veniva celebrato con una cerimonia sfarzosa.
Dalla rappresentazione presente nella Veduta di Venezia di Jacopo de' Barbari, la chiesa aveva una struttura di tipo romanico-bizantino a tre navate, con le absidi rivolte verso il canale, ma senza alcun accesso diretto: la facciata infatti era rivolta verso l'interno del convento e la chiesa completamente racchiusa entro le sue mura e quindi non accessibile al pubblico. La chiesa era affiancata da un basso campanile romanico con cuspide piramidale.
Nel XVI secolo furono eseguiti dei lavori di ristrutturazione e ammodernamento su progetto di un non meglio identificato Guglielmo Tajapiera che secondo alcuni storici potrebbe essere Guglielmo dei Grigi Bergamasco. Nel restauro venne realizzato sul lato interno della facciata un barco sopraelevato che costituì al tempo stesso un ingresso ad atrio grazie alle sue strutture portanti; fu inoltre costruito un nuovo coro ad arcate, anch'esso sopraelevato, subito dietro l'altare maggiore. Tra il 1674 e il 1677 gli altari furono ricostruiti da Andrea Cominelli su progetti di Baldassarre Longhena.
Le esigenze di ampliamento dell'Arsenale portarono alla demolizione totale del complesso monastico e della chiesa nel 1844.